# Маријски језик
Маријски језик (марий йылме, рус. марийский язык) је језик из пермске гране угрофинских језика. Њиме као матерњим језиком говори 320.000 људи (2020), а укупно око 450.000, највише у републици Мариј Ел, у околини реке Вјатка и источно до Уралских планина у Русији (Удмуртија, Башкортостан, Татарстан). Овај језик говори народ Мари, чије припаднике зову и Черемиси, па и језик има друго име - черемиски.  

## Дијалекти
Маријски језик има три дијалекатске форме: планински мари (кырык мары), северозападни мари и долински мари (Олык марий йылме). 
Доминантан је долински мари којим је 2020. говорило 258 722 људи. Говори се у већем делу републике Мари Ел, њеној престоници Јошкар Оли, и деловима Свердловске области и република Башкирија, Удмуртија, Татарстан. 
Северозападни и планински мари су слични дијалекти. Овим дијалектима је 2020. говорило 15 352 људи у источном делу републике Мари Ел и деловима Нижегородске области.  

## Граматика
Маријски је аглутинативни језик са развијеном деклинацијом и редукованом конјугацијом. Има 9 падежа, два броја и не користи чланове. Као и остали Угро-фински језици, не познаје граматички род. Маријски језик користи три времена и три глаголска начина. 

## Алфабет
Маријско писмо засновано је на ћирилици. 
Алфабет долинског маријског језика:
| А а | Б б | В в | Г г | Д д | Е е | Ё ё | Ж ж |
| З з | И и | Й й | К к | Л л | М м | Н н | Ҥ ҥ |
| О о | Ö ö | П п | Р р | С с | Т т | У у | Ӱ ӱ |
| Ф ф | Х х | Ц ц | Ч ч | Ш ш | Щ щ | Ъ ъ | Ы ы |
| Ь ь | Э э | Ю ю | Я я |     |     |     |     |

Алфабет планинског маријског језика:
| А а | Ä ä | Б б | В в | Г г | Д д | Е е | Ё ё |
| Ж ж | З з | И и | Й й | К к | Л л | М м | Н н |
| О о | Ö ö | П п | Р р | С с | Т т | У у | Ӱ ӱ |
| Ф ф | Х х | Ц ц | Ч ч | Ш ш | Щ щ | Ъ ъ | Ы ы |
| Ӹ ӹ | Ь ь | Э э | Ю ю | Я я |     |     |     |

## Примери речи
- - Добар дан
- - Хвала пуно
- - лед
- - језик
- - један, два, три, четири, пет
- - река
- - народ
- - спавати